# بارون (کمون)
بارون (به فرانسوی: Barran) یک کمون (فرانسه) در فرانسه است که در canton of Auch-Sud-Ouest واقع شده‌است. بارون ۵۲٫۸۲ کیلومتر مربع مساحت دارد ۱۸۲ متر بالاتر از سطح دریا واقع شده‌است.